# Агадырь

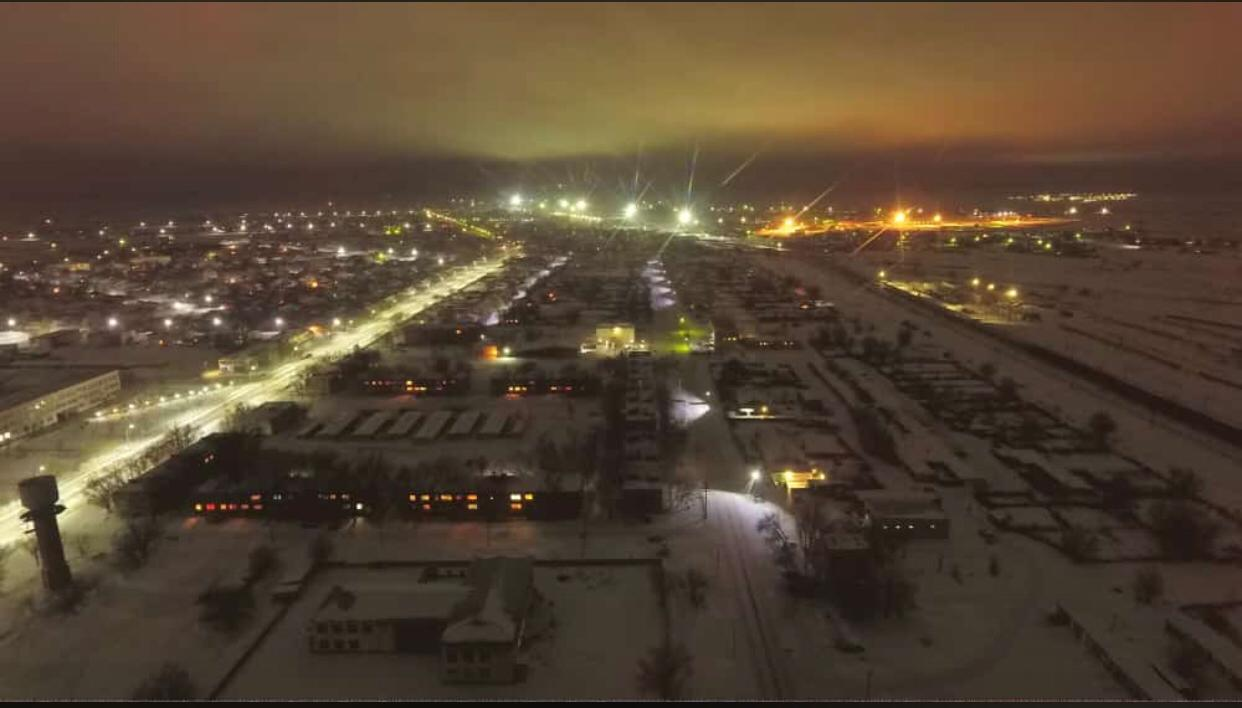
Агадырь ночью

Агадырь (каз. Ақадыр) — посёлок в Шетском районе Карагандинской области Республики Казахстан. Административный центр Агадырьской поселковой администрации. Код КАТО — 356431100.

## География
Расположен в 195 км к югу от города Караганды. Является самым большим населённым пунктом в Шетском районе. Через посёлок проходит железная дорога Алма-Ата — Астана, есть железнодорожное депо.

## История
Возник в 1937 году в связи с сооружением железной дороги Караганда — Балхаш. С 1973 по 1999 годов Агадырь являлся центром Агадырского района. Весной 1941 года Агадырь получил статус рабочего посёлка. Фундамент был заложен в 30-е годы прошлого века в связи с открытием станции Агадырь на линии строительства железной дороги Караганда-Мойынты. С 1937 года в поселке открылось локомотивное депо, которое считается крупным предприятием по ремонту тепловозов с 1957 года и электровозов с 1982 года.
В 2019 году была построена солнечная электростанция «Акадыр».

## Население
| Численность населения | Численность населения | Численность населения | Численность населения | Численность населения | Численность населения |
| 1959                  | 1970                  | 1979                  | 1989                  | 1999                  | 2009                  |
| --------------------- | --------------------- | --------------------- | --------------------- | --------------------- | --------------------- |
| 9130                  | ↘8118                 | ↗9499                 | ↗12 387               | ↘10 564               | ↘9612                 |

В 1999 году население посёлка составляло 10 564 человека (5090 мужчин и 5474 женщины). По данным переписи 2009 года, в посёлке проживало 9612 человек (4681 мужчина и 4931 женщина). 85 % населения составляют казахи.

## Инфраструктура
В населенных пунктах, находящихся в административно-территориальном подчинении города (поселка Агадырь и села Подхоз, Тагылы, разъезды № 906) имеется:
- 3 школы
- участковая поликлиника
- ФАП
- 4 поликлиники семейной медицины
- дом культуры
- библиотека
- детская школа искусств
- детско-юношеская спортивная школа
- комбинат учебно-промышленных объектов
- 2 детских сада
- филиал «Казахтелеком»
- филиал «Казпочта» и другие учреждения культуры и быта.
- районный суд № 2 районного значения
- ЗАГС № 2
- сельский отдел полиции

Кроме того, в систему «Казахстанские железные дороги» входят учреждения «Акадырское электроснабжение» (ЭК-12), железнодорожная дистанция (ПЧ-26), дистанция сигнализации и связи (ПЧ-21). Всего на территории города работают 14 учреждений и коллективов железнодорожной сети. Всего 46 фермерских хозяйств (2006 г.).Кент связан с другими населенными пунктами автомагистралями.

## Медицина
В поселке Агадырь имеется участковая поликлиника. В составе больницы сейчас функционирует поликлиника на 250 человек, социальная аптека, клиническая лаборатория, кабинеты рентгено-флюорографической, ультразвуковой диагностики, физиотерапии. Медицинскую помощь жителям поселка оказывают 7 участковых врачей и 14 профильных специалистов, таких как: невропатолог, психиатр, дерматолог, отоларинголог, хирург, окулист, узист, врач общей практики, лаборант, радиолог, стоматологи, гинеколог, анестезиолог-реаниматолога. В больнице работают 20 врачей, 86 медсестер, 27 санитаров и 18 других медицинских работников. Услуги поликлиники: 
- Вакцинация
- Лаборатория / анализы
- Рентген
- Стационар
- Стоматология - хирургия
- Физиотерапия
- Социальная аптека
- Флюорография
- ЭКГ[8]

В больнице Агадыря пройдено капитальный ремонт здания. Его общая стоимость составит 741 млн. тенге.

## Образование
В поселке имеется 3 школы, 2 детских сада.
- Школа–лицей имени Ю.А. Гагарина
- Общеобразовательная школа имени М. Маметовой
- Ясли-сад "Балбөбек"
- Ясли-сад "Нұршуақ"
- Школа (Интернат при опорной школе (РЦ)) имени А.Ермекова[9]